# Nine Destinies and a Downfall
Nine Destinies and a Downfall (рус. Гибель и девять судеб) — третий альбом норвежского готик-метал-проекта Sirenia, выпущен 23 февраля 2007 года на лейбле Nuclear Blast.
Отличительная особенность Nine Destinies and a Downfall — низконастроенные семиструнные электрогитары, что придаёт альбому новое звучание, непохожее на все предыдущие работы. Более того, было резко сокращено количество гроула, который встречается всего в трёх песнях: «Sundown», «Seven Keys and Nine Doors» и «Downfall». Также подвергся сокращению и чистый мужской вокал, его можно услышать только в «Seven Keys and Nine Doors», «Downfall» и «Absent without Leave». Таким образом, поклонники наслаждавшиеся тонким балансом между гроулом Мортена и женским вокалом вероятно будут разочарованы: Моника Педерсен — главное действующее лицо этого альбома. Данный альбом существенно отличается от прежних работ Мортена в Tristania и Sirenia, пожалуй единственное, что осталось неизменным — это хоровые вставки.

## Список композиций
1. «The Last Call» — 4:44
2. «My Mind’s Eye» — 3:38
3. «One by One» — 5:30
4. «Sundown» — 5:04
5. «Absent without Leave» — 4:54
6. «The Other Side» — 3:55
7. «Seven Keys and Nine Doors» — 4:55
8. «Downfall» — 4:44
9. «Glades of Summer» — 5:35

## Участники записи
- Мортен Веланд (норв. Morten Veland) — гроулинг, гитара, бас, клавиши
- Моника Педерсен (дат. Monika Pedersen) — женский вокал
- Бьёрнар Ланда (норв. Bjørnar Landa) — гитара
- Джонатан Перес (норв. Jonathan Perez) — ударные и перкуссия

### Хор
- Дамьен Сюриан (фр. Damien Surian)
- Матьё Ландри (фр. Mathieu Landry)
- Эммануэль Зольдан (фр. Emmanuelle Zoldan)
- Сандрин Гуттебель (фр. Sandrine Gouttebel)